# Турпино Заканя
Турпино Заканя (на италиански: Turpino Zaccagna) е италиански художник от епохата на Ренесанса, работи около 1537 г.
Роден е във Флоренция или Кортона. Заедно с Томазо Барнабей и Франческо Синьорели, той е един от основните ученици на Лука Синьорели. Работи в Кортона. Според Джорджо Вазари той рисува Погребението и Възнесението на Богородица в катедралата в Кортона и олтара с Богородица със Света Агата и Архангел Михаил за църквата „Санта Агата“ в Канталена в Кортона.